# Katatonia
Katatonia — шведський гурт, створений 1991 року у Стокгольмі зусиллями Йонаса Ренксе і Андерса Ністрема. Ранню творчість колективу зазвичай характеризують як дез-метал/дум-метал, а сам гурт, поряд із My Dying Bride, Anathema та Paradise Lost, вважається лідером цього жанру. Однак після запису альбому Brave Murder Day, де вокальні партії виконав Мікаель Окерфельдт, Katatonia змінила свій стиль у бік пом'якшення звучання, а вокаліст Йонас Ренксе відмовився від використання гроулінгу на користь чистого вокалу.

## Склад
- Йонас Ренске — вокал (з 1991), ударні, перкусія (1991—1999)
- Андерс Ністрем — ритм-гітара, бек-вокал
- Даніель Лільєквіст — ударні, перкусія (з 1999)
- Пер Ерікссон — ритм-гітара (з 2009)
- Ніклас Сандін — бас-гітара (з 2009)

## Дискографія

### Альбоми
- 1993 — Dance of December Souls
- 1996 — Brave Murder Day
- 1998 — Discouraged Ones
- 1999 — Tonight's Decision
- 2001 — Last Fair Deal Gone Down
- 2003 — Viva Emptiness
- 2006 — The Great Cold Distance
- 2009 — Night Is the New Day
- 2012 — Dead End Kings
- 2016 — The Fall of Hearts
- 2020 — City Burials
- 2023 — Sky Void of Stars
- 2025 — Nightmares as Extensions of the Waking State

### Міні-альбоми
- 1992 — Jhva Elohim Meth...the Revival
- 1995 — For Funerals To Come
- 1997 — Sounds of Decay
- 1998 — Saw You Drown
- 2001 — Teargas
- 2001 — Tonight's Music

### Інше
- 1992 — Jhva Elohim Meth (демо)
- 1996 — Split (з Primordial)
- 2003 — Ghost of the Sun (сингл)
- 2004 — Brave Yester Days (збірка)
- 2005 — The Black Sessions (збірка)
- 2006 — My Twin (сингл)
- 2006 — Deliberation (сингл)
- 2007 — July (сингл)
- 2007 — Live Consternation (концертний альбом)

## Офіційні DVD
- 2007 — Live Consternation

## Бутлеги та неофіційні альбоми
- 1993 — Live In Norrkoping, Sweden
- 1996 — Katatonia & Hades (split)
- 2001 — Live In London, 12.04.2001
- 2001 — Live In Paris - La Loco Festival
- 2003 — Live At KGB Barcelona
- 2003 — Live in Madrid, 26.04.2003
- 2003 — Live In Vicenza, 20.04.2003
- 2004 — Live In Montreal, 06.06
- 2004 — Live in Krakow, Poland (CD и DVD)